# タニ (韓国の歌手)
タニ（朝鮮語: 타니、1997年7月5日 - 2018年4月14日）は、大韓民国の歌手。本名はキム・ジンス。
セウォル号沈没事故を追慕する歌である『不忘（プルマン、불망）』で大衆にその名が知られたが、2018年4月14日、南海高速道路を走っていた車が中央の構造物に衝突して車両が全焼し、21歳で死去した。 
『불망 - Always Remember』のほか、『내일 - A Better Day』と遺作である『정리-The empty frame』の計3枚のアルバムを残した。

## アルバム
- 《불망 (不忘) - Always Remember》 (2016年)
- 《내일-A Better Day》 (2018年)
- 《정리-The empty frame》 (2018年)